# Pedicularis daltonii
Pedicularis daltonii är en snyltrotsväxtart som beskrevs av David Prain. Pedicularis daltonii ingår i släktet spiror, och familjen snyltrotsväxter. Inga underarter finns listade i Catalogue of Life.